# Reino de Nri
O Reino de Nri (em ibo:  Ọ̀ràézè Ǹrì) (948–1911) foi estado medieval da África Ocidental da Nri-Igbo, um subgrupo dos ibos. O Reino de Nri foi incomum na história do governo mundial em que seu líder não exerceu qualquer poder militar sobre seus súditos. O reino existiu como uma esfera de influência religiosa e política de mais de um terço da Ibolândia, e foi administrado por um sacerdote - rei chamado eze Nri. O eze Nri gerenciou o comércio e diplomacia em nome dos ibos, e possuía a autoridade divina em questões religiosas.
O reino era um refúgio seguro para todos aqueles que haviam sido rejeitados em suas comunidades e também um lugar onde os escravos foram libertados da escravidão. Nri expandiu através de convertidos ganhando lealdade das comunidades vizinhas, não pela força. O fundador real de Nri, Eri, é dito ser uma "Entidade do céu", que desceu à terra e na civilização então estabelecido. Um dos mais conhecidos restos da civilização Nri é sua arte, como manifestado na artigos de bronze Ibo-Ucu.
A cultura Nri tinha influenciado de forma permanente o Norte e Oeste dos ibos, especialmente através da religião e tabus. O colonialismo britânico, o comércio atlântico de escravos e a ascensão dos reinos Bini e Igala, contribuiu para a queda do Reino Nri. O Reino Nri está passando por um renascimento cultural.

## História
O reino é considerado ser um centro da cultura ibo. Nri e Aguleri, onde o mito de criação Umueri-Ibo se origina, encontram no território do clã Umeuri, que traçam suas linhagens de volta para o rei-figura patriarcal,  Eri. As origens de Eri não são claras, embora ele tenha sido descrito como um "sky being" enviado por Chukwu (Deus).Ele é creditado como o primeiro dando ordem social para o povo de Anambra. A história Nri pode ser dividida em seis períodos principais: o período de pré-Eri (antes de 948 dC), o período de Eri (948-1041 dC), migração e unificação (1042-1252 dC), o auge da hegemonia Nri (1253-1679 dC), o declínio da hegemonia e do colapso (1677-1936 dC) e o renascimento sócio-cultura (1974-presente)